# La Motte-en-Bauges
La Motte-en-Bauges – miejscowość i gmina we Francji, w regionie Owernia-Rodan-Alpy, w departamencie Sabaudia.
Według danych na rok 1990 gminę zamieszkiwało 287 osób, a gęstość zaludnienia wynosiła 29 osób/km² (wśród 2880 gmin regionu Rodan-Alpy La Motte-en-Bauges plasuje się na 1342. miejscu pod względem liczby ludności, natomiast pod względem powierzchni na miejscu 1127.).